# Gymnoscelis upolensis
Gymnoscelis upolensis là một loài bướm đêm trong họ Geometridae.